# Cercle olympique de Cerizay
Maillots
Dernière mise à jour : 6 mai 2025.
Le Cercle olympique de Cerizay est un club omnisports français , connu pour sa section football fondée le 12 novembre 1945
Le club est situé à Cerizay dans le département des Deux-Sèvres et évolue en 2023-2024 dans le championnat Régional 3 de la Ligue de football Nouvelle-Aquitaine.

## Histoire
Le Cercle olympique de Cerizay est né en 1945 de la fusion des Tigres de Cerizay et des Cadets de Saint-Pierre, un patronage catholique. Les Tigres représentaient le club de la ville et avaient été fondés à la fin du XIXe siècle. Les joueurs étaient principalement des agriculteurs mais aussi des ouvriers venus du Nord de la France et des Ardennes après-guerre.
Le fondateur du groupe Heuliez, Henri Heuliez fut un joueur des Tigres.
Les heures de gloire du CO Cerizay ont eu lieu dans les années 1970 et au début des années 1980 durant lesquelles le club atteint le niveau national durant quatre saisons (trois saisons en Division 3 de 1977 à 1980 et une saison en Division 4 en 1980-1981).

## Identité

Logo jusqu'en juillet 2023.
Logo depuis 2023.

## Entraîneurs
- 1969-1978 :  Louis Rault[5]
- -février 2012:  Franck Legoff[6]
- Février 2012-?:  Cédric Fuzeau[6]
- ?-2023 :  Jérôme Motin[7]
- 2023- :  Cédric Fuzeau &  Jérôme Motin[7]

## Palmarès
- Championnat de Division d'Honneur (1)
  - Champion : 1977.